# 島村貴則
島村 貴則（しまむら たかのり）は、戦国時代の武将。浦上氏の家臣。浦上家の重臣として活躍し、特に浦上村宗を助けて活躍したが、大物崩れで敗死した。その壮絶な死に様は島村蟹（嶋村蟹）の伝承を生んだ。

## 略歴
浦上氏の重臣で備前郡代を務める島村氏の当主として活動。応仁の乱により播磨・備前を失った山名氏が取り戻そうと侵略するのに対処して度々戦った。『細川高国晴元争闘記』によれば柳本賢治の暗殺を提案し実行させたのは貴則といい、難攻不落と見られていた瀧山城・鷹尾城を謀略を以て陥落させ、村宗の指示を受けて天王寺川を背に背水の陣を引かせるなど、村宗の宿老として活躍した。しかし、享禄4年（1531年）、大物崩れで赤松政村の裏切りにより細川高国・村宗の上洛軍は壊滅し、数千人が水死する壮絶な敗北となった。その中で貴則の子は討死し、自身は敵二人を道連れに野里川に沈んで憤死した。
この凄まじい死に様は、
「享禄年中の戦場，島村敵二人を両脇に挟んで，河底に沈没す。此岸の蟹の甲，皆鬼面を生ず。是則左馬助が勢ひ也とて 世に島村蟹と云伝へり」（『摂陽群談』巻第城郭の部 島村左馬助戦場）「野里村の川面に多し，此蟹の甲人の怒る面あり，細川高国家人島村左馬助，享禄年中，此川面に於いて戦死，其怨念を留ると云ひ」（同 巻第十六 名物土産の部）と貴則の怨念が鬼面蟹と化したという島村蟹の伝承を生む。
多くの伝承では島村弾正（貴則）は「細川高国の臣」とされているが、正確には高国を管領として担いだ浦上村宗の臣である。